# Helen Svedin
Helen Svedin (auch Helen Swedin; * 22. Oktober 1976 in Schweden) ist ein  schwedisches Fotomodell. Bekannt wurde sie als Gesicht des Textileinzelhandelsunternehmens H&M.
Seit 2001 ist Svedin mit dem ehemaligen portugiesischen Fußballspieler Luís Figo verheiratet. Gemeinsam haben die beiden drei Töchter.